# Pino d'Angió
Pino D'Angiò, egentligen Giuseppe Chierchia, född 14 augusti 1952, död 6 juli 2024, var en italiensk sångare och producent inom italodisco
Giuseppe Chierchia föddes i Pompeji men växte fram till elva års ålder upp i USA där hans far arbetade för Exxon. Under uppväxten i USA väcktes hans kärlek till soul och funk. Familjen återvände till Italien och han började studera medicin på Sienas universitet. 
Han fick sitt genombrott med singeln È libera scusi? under sitt artistnamn Pino D’Angiò. 1979 släpptes hans mest framgångsrika låt Ma quale idea som såldes i miljoner exemplar. Den australiensiska musikgruppen Madison Avenue använde samplingar från sistnämnda låt i låten Don't Call Me Baby från 1999, vilken även den sålde stort. Han etablerade sig som en av de stora artisterna inom genren italodisco. Under 1980-talet släppte han singlar som "Un concerto da strapazzo", "Fammi un panino" och "Genoveffa".
Pino D’Angiò har skapat musik inom flera olika genrer: pop, funk, rap och jazz. Han har också skrivit poesi och verkat inom teater, tv och radio.